# Nakladalnik
Nakladalnik je težki stroj, ki se uporablja za rokovanje z materiali kot so zemlja, pesek, skale, rude, asfalt, opdadki, lesni ostanki in drugo. Nakladalnik ima po navadi kolesa, lahko pa tudi gosenice. 
Največji sprednji nakladalnik na svetu je LeTourneau L-2350 s kapaciteto žlice 40,52 m³ (72 ton).

## Galerija
- Hanomag nakladalnik
- DK45
- Sprednji nakladalnik
- Nakladalnik za les
- Caterpillar 950K
- Sprednji del Caterpillarja 930G
- Wacker Neuson nakladalnik
- Traktorski nakladalnik
- Swingmaster Swingloader
- Liugong ZL50A

### Glavni proizvajalci
- Bobcat
- Case
- Bull
- Caterpillar
- Doosan Infracore (prejDaewoo Heavy Industries & Machinery)
- Hitachi
- Hyundai
- JCB
- John Deere
- Kawasaki
- Komatsu
- Kramer
- Kubota
- LeTourneau
- Liebherr
- LiuGong
- Manitou
- Navistar International
- New Holland
- Volvo Construction Equipment
- Wacker Neuson
- XCMG